# Zdravko Krivokapič
Zdravko Krivokapić, srbsky Здравко Кривокапић (* 2. září 1958 Nikšić) je černohorský pedagog a politik, bývalý předseda vlády Černé Hory.

## Politická kariéra
Do politiky vstoupil v polovině roku 2020 na vrcholu politické krize v Černé Hoře a konfliktu mezi černohorskou vládou a srbskou pravoslavnou církví v Černé Hoře.
V parlamentních volbách 2020 vyhrála koalice tří stran, kterou vedl Krivokapić. Nová vláda byla sestavena 4. prosince 2020, podpořilo ji 41 z 81 členů parlamentu a Krivokapić se stal předsedou vlády Černé Hory. Parlament vyslovil 4. února 2022 vládě nedůvěru, 28. dubna 2022 se stal premiérem Dritan Abazović.